# Нолан, Оуэн
О́уэн Лиам Но́лан (англ. Owen Liam Nolan; род. 12 февраля 1972 года в Белфасте, Северная Ирландия, Великобритания) — бывший канадский хоккеист, нападающий. Нолан провел в Национальной хоккейной лиге 18 сезонов, в течение которых выступал за клубы «Квебек Нордикс», «Колорадо Эвеланш», «Сан-Хосе Шаркс», «Торонто Мейпл Лифс», «Финикс Койотис», «Калгари Флеймз» и «Миннесота Уайлд». Также провел один сезон за клуб Швейцарской национальной лиги «Цюрих Лайонс». В составе сборной Канады принимал участие в чемпионате мира 1997 года и Олимпийских играх 2002 года. Является чемпионом мира и олимпийским чемпионом.

## Игровая карьера

### Юношеский хоккей
Нолан вырос в Торолде, Онтарио, где играл за клубы Юношеской хоккейной ассоциации Онтарио. В 1988 году он был задрафтован клубом Хоккейной лиги Онтарио «Корнуолл Ройялз».

### «Квебек Нордикс», «Сан-Хосе Шаркс»
Нолан был выбран на драфте 1990 года под общим 1-м номером клубом НХЛ «Квебек Нордикс» и провел в составе клуба пять полных сезонов, а также начало сезона 1995-96 (первого после переезда команды в Колорадо и смены названия на «Колорадо Эвеланш»), после чего был обменян в «Сан-Хосе Шаркс» на Сандиса Озолиньша. В составе «Шаркс» Нолан стал капитаном, а в сезоне 1999—2000 установил личный рекорд по очкам — 84. В плей-офф того же года «Сан-Хосе», посеянный восьмым, смог обыграть первого сеяного — «Сент-Луис Блюз» — в семи матчах. Сам Нолан в этой серии смог забросить шесть шайб (лучший показатель в команде). В седьмой игре серии за 10 секунд до конца первого периода Нолан забросил шайбу в ворота, защищаемые Романом Туреком, броском из средней зоны, сделав счёт 2:0 и обеспечив «Акулам» победу в матче и серии.

### «Торонто Мейпл Лифс»
Нолан был обменян в «Торонто Мейпл Лифс» незадолго до окончания периода обменов в 2003 году на Элина Макколи, Брэда Бойса и право выбора в первом раунде ближайшего драфта. Однако, пребывание в «Торонто» омрачилось чередой травм, в результате чего Нолан не раскрыл своего потенциала в составе новой команды и разочаровал болельщиков и специалистов.
Нолан известен тем, что смог добиться от клуба и руководства НХЛ внесения в свой контракт пункта о том, что в связи с отменой сезона 2004-05 из-за локаута, он вправе продлить свой контракт на сезон 2005-06. Однако, вначале это его требование серьёзно оспаривалось руководством НХЛ и особенно клубом «Торонто Мейпл Лифс». После понижения потолка зарплат клуб стал считать Нолана слишком высокооплачиваемым и отказался признать требования Нолана. Нолан возражал, считая, что он не только вправе рассчитывать на дополнительный год контракта, но и на получение зарплаты за отмененный сезон 2004-05 в связи с тем, что был травмирован. Клуб, после локаута признавший Нолана здоровым, заявил, что травма была получена не на льду, и отказался выплатить Нолану требуемые им $12 млн. Дело было рассмотрено арбитражным судом. Вердикт был вынесен в конце 2006 года, но условия соглашения между руководством «Торонто» и Ноланом раскрыты не были. В сезоне 2005-06 Нолан усиленно лечил травмированные колени, тренируясь в Сан-Хосе в ледовом дворце «Акул». Перед началом плей-офф Нолан заявил, что, хотя некоторые команды НХЛ (в том числе, «Сан-Хосе») хотели подписать с ним контракт, он решил, что, во-первых, должен до конца восстановиться от травм, чтобы избежать рецидива, во-вторых, посчитал, что это было бы некорректно по отношению к «Торонто», контракт с которым в то время все ещё действовал.

### Последние годы карьеры
Летом 2006 года Нолан как свободный агент рассмотрел несколько предложений от клубов НХЛ и подписал однолетний контракт с «Финикс Койотис». В течение сезона в составе «Финикса» Нолан забросил 16 шайб и отдал 24 голевых передачи. После окончания сезона он вновь стал свободным агентом.
2 июля 2007 года Нолан подписал контракт с «Калгари Флэймз». Перед началом сезона он был избран помощником капитана. 22 октября 2007 года Нолан сыграл свой 1000-й матч в НХЛ.
6 июля 2008 года Нолан подписал двухлетнее соглашение с клубом «Миннесота Уайлд». 10 марта 2009 года Нолан забросил свою 400-ю (а заодно и 401-ю) шайбу в НХЛ в матче против «Сан-Хосе Шаркс».
Перед началом сезона 2010-11, будучи свободным агентом и имея желание продолжить карьеру в НХЛ, Нолан, однако, не получил предложений. После начала сезона, чтобы не растерять форму Нолан 20 октября 2010 года подписал контракт с клубом Швейцарской национальной лиги «Цюрих Лайонс».
4 августа 2011 года после возвращения из Швейцарии Нолан получил пробное предложение от «Ванкувер Кэнакс» поучаствовать в тренировочном лагере команды. 25 сентября 2011 года Нолан был отпущен из «Ванкувера» без контракта.
7 февраля 2012 года на пресс-конференции в Сан-Хосе Нолан заявил о завершении профессиональной карьеры. До завершения карьеры Нолан оставался последним из действующих игроков, кто выступал в составе «Квебек Нордикс».

## Интересные факты и личная жизнь
- В детстве занимался бейсболом и футболом. Не умел кататься на коньках до 9 лет, пока его мать не купила подержанную пару коньков за $10.
- Семья переехала из Северной Ирландии в Канаду, когда ему было 7 месяцев.
- Его фото было на обложке диска с игрой NHL 2001.
- Владеет двумя ресторанами в Сан-Хосе, Калифорния.
- Нолан и его жена Дайана воспитывают дочь Джордан и сына Дилана.
- Нолан — один из ведущих программы канадского телевидения о рыбалке Fish TV.

## Достижения
- Участник Матча всех звезд НХЛ в 1992, 1996, 1997, 2000 и 2002 гг.
- Чемпион мира по хоккею 1997 года
- Олимпийский чемпион по хоккею 2002 года

## Статистика

### Клубная
| 1987–88     | Торолд Хокс        | OMHA        | 28   | 53  | 32  | 85  | 24   | —  | —  | —  | —  | —  |
| 1988–89     | Корнуолл Ройялз    | OHL         | 62   | 34  | 25  | 59  | 213  | 18 | 5  | 11 | 16 | 41 |
| 1989–90     | Корнуолл Ройялз    | OHL         | 58   | 51  | 60  | 111 | 240  | 6  | 7  | 5  | 12 | 26 |
| 1990–91     | Галифакс Ситаделз  | АХЛ         | 6    | 4   | 4   | 8   | 11   | —  | —  | —  | —  | —  |
| 1990–91     | Квебек Нордикс     | НХЛ         | 59   | 3   | 10  | 13  | 109  | —  | —  | —  | —  | —  |
| 1991–92     | Квебек Нордикс     | НХЛ         | 75   | 42  | 31  | 73  | 183  | —  | —  | —  | —  | —  |
| 1992–93     | Квебек Нордикс     | НХЛ         | 73   | 36  | 41  | 77  | 185  | 5  | 1  | 0  | 1  | 2  |
| 1993–94     | Квебек Нордикс     | НХЛ         | 6    | 2   | 2   | 4   | 8    | —  | —  | —  | —  | —  |
| 1994–95     | Квебек Нордикс     | НХЛ         | 46   | 30  | 19  | 49  | 46   | 6  | 2  | 3  | 5  | 6  |
| 1995–96     | Колорадо Эвеланш   | НХЛ         | 9    | 4   | 4   | 8   | 9    | —  | —  | —  | —  | —  |
| 1995–96     | Сан-Хосе Шаркс     | НХЛ         | 72   | 29  | 32  | 61  | 137  | —  | —  | —  | —  | —  |
| 1996–97     | Сан-Хосе Шаркс     | НХЛ         | 72   | 31  | 32  | 63  | 155  | —  | —  | —  | —  | —  |
| 1997–98     | Сан-Хосе Шаркс     | НХЛ         | 75   | 14  | 27  | 41  | 144  | 6  | 2  | 2  | 4  | 26 |
| 1998–99     | Сан-Хосе Шаркс     | НХЛ         | 78   | 19  | 26  | 45  | 129  | 6  | 1  | 0  | 1  | 6  |
| 1999–00     | Сан-Хосе Шаркс     | НХЛ         | 78   | 44  | 40  | 84  | 110  | 10 | 8  | 2  | 10 | 6  |
| 2000–01     | Сан-Хосе Шаркс     | НХЛ         | 57   | 24  | 25  | 49  | 75   | 6  | 1  | 1  | 2  | 8  |
| 2001–02     | Сан-Хосе Шаркс     | НХЛ         | 75   | 23  | 43  | 66  | 93   | 12 | 3  | 6  | 9  | 8  |
| 2002–03     | Сан-Хосе Шаркс     | НХЛ         | 61   | 22  | 20  | 42  | 91   | —  | —  | —  | —  | —  |
| 2002–03     | Торонто Мейпл Лифс | НХЛ         | 14   | 7   | 5   | 12  | 16   | 7  | 0  | 2  | 2  | 2  |
| 2003–04     | Торонто Мейпл Лифс | НХЛ         | 65   | 19  | 29  | 48  | 110  | —  | —  | —  | —  | —  |
| 2006–07     | Финикс Койотис     | НХЛ         | 76   | 16  | 24  | 40  | 56   | —  | —  | —  | —  | —  |
| 2007–08     | Калгари Флеймз     | НХЛ         | 77   | 16  | 16  | 32  | 71   | 7  | 3  | 2  | 5  | 2  |
| 2008–09     | Миннесота Уайлд    | НХЛ         | 59   | 25  | 20  | 45  | 26   | —  | —  | —  | —  | —  |
| 2009–10     | Миннесота Уайлд    | НХЛ         | 73   | 16  | 17  | 33  | 40   | —  | —  | —  | —  | —  |
| 2010–11     | Цюрих Лайонс       | NLA         | 24   | 7   | 19  | 26  | 53   | 5  | 2  | 2  | 4  | 2  |
| Всего в НХЛ | Всего в НХЛ        | Всего в НХЛ | 1200 | 422 | 463 | 885 | 1793 | 65 | 21 | 19 | 40 | 66 |

### Международная
| Год   | Команда | Турнир | Игры | Г | П | Очки | Штраф |
| ----- | ------- | ------ | ---- | - | - | ---- | ----- |
| 1997  | Канада  | ЧМ     | 10   | 4 | 3 | 7    | 31    |
| 2002  | Канада  | ОИ     | 6    | 0 | 3 | 3    | 2     |
| Всего | Всего   | Всего  | 16   | 4 | 6 | 10   | 33    |